# Penske PC4
La  Penske PC4 fu una vettura di Formula 1 che venne fatta esordire dalla scuderia statunitense nella stagione 1976. Venne poi utilizzata anche nella stagione seguente. Progettata da Geoff Ferris veniva spinta dal motore Ford Cosworth DFV, montato su una monoscocca di alluminio. Dotata di cambio Hewland DG400 e pneumatici Goodyear fu capace di buoni risultati. Inizialmente la PC4 disponeva di un ampio alettone anteriore, sul modello di quello montato sulla Ferrari 312 T, ma al momento della prima gara ad Anderstorp, Watson lamentò un forte sottosterzo. Roger Penske suggerì perciò l'impiego di una soluzione diversa, con ali sporgenti dal lato del musetto. Ciò permise di ottenere un po' di maggior peso anteriore.
Esordì, come detto, nel Gran Premio di Svezia con un diciassettesimo posto in griglia seguito da un abbandono in gara, guidata da John Watson.
Ottenne una vittoria (in Austria), l'unica della storia della Penske in Formula 1, e due terzi sempre con John Watson. Furono gli unici podi conquistati dalla scuderia nel mondiale. Fu proprio nel gran premio d'Austria che il pilota nordirlandese ottenne il miglior risultato in prova, partendo secondo.
Nel 1977 la Penske abbandonò la Formula 1 e i suoi materiali vennero acquistati da una scuderia tedesca, la ATS. La vettura  ottenne un sesto posto con Jean-Pierre Jarier nel Gran Premio di Long Beach. Per i GP degli Stati Uniti d'America-Est e del Canada una PC4 privata del team Interscope Racing venne affidata al pilota statunitense Danny Ongais.